# 블랙 커플
《블랙 커플》(The Dark Side Of Love, Fotografando Patrizia)은 이탈리아에서 제작된 살바토르 샘페리 감독의 1984년 드라마 영화이다. 모니카 게리토레 등이 주연으로 출연하였고 피에트로 이노센지 등이 제작에 참여하였다.

## 출연

### 주연
- 모니카 게리토레

### 조연
- 로렌조 레나
- 지안프랑코 맨프레디
- 길라 노박